# Sciara costalis
Sciara costalis är en tvåvingeart som först beskrevs av Christian Rudolph Wilhelm Wiedemann 1828.  Sciara costalis ingår i släktet Sciara och familjen sorgmyggor. Inga underarter finns listade i Catalogue of Life.